# Christof Wandratsch
Christof Wandratsch (* 20. Dezember 1966 in Nürnberg) ist ein deutscher Schwimmsportler.

## Werdegang
1990 gewann er das Zürichsee-Schwimmen. Seine ersten internationalen Erfolge im Extremschwimmen errang er auf der 25-km-Strecke bei den Europameisterschaften 1991 in Terracina und 1995 in Wien.
Christof Wandratsch durchschwamm 2005 den Fehmarnbelt in einer Zeit von 5 Stunden 11 Minuten und hielt bis 2012 den Weltrekord für die Solo-Querung des Fehmarnbelts. Im August 2012 wurde seine Zeit vom Schweizer Bruno Baumgartner mit 4 Stunden 53 Minuten nochmals um 18 Minuten unterboten.
Im August 2005 stellte er mit einer Zeit von 7 Stunden, 3 Minuten und 52 Sekunden einen neuen Weltrekord für die Querung des Ärmelkanals auf.
Bereits 2003 war er dem bisherigen Weltrekord von Chad Hundeby mit einer Zeit von 7 Stunden 20 Minuten sehr nahegekommen und verfehlte ihn nur um 3 Minuten. Der Versuch wurde von Jörg Adolph in dem Dokumentarfilm Kanalschwimmer festgehalten.
Der Rekord hatte allerdings nur bis zum Jahre 2007 Bestand, als der bulgarische Schwimmer Petar Stojtschew die Schwimmzeit auf dieser Strecke nochmals um 6 Minuten unterbot.
Die Straße von Gibraltar durchschwamm Christof Wandratsch 2007 in der Weltrekordzeit von 2 Stunden 51 Minuten. Im Juli 2013 durchquerte er, als erster Schwimmer ohne Pause und ohne Neoprenanzug, den Bodensee in Längsrichtung. Für die 66 Kilometer und 670 Meter lange Strecke von Bodman-Ludwigshafen nach Bregenz benötigte er 20 Stunden und 41 Minuten.
Wandratsch ist auch als Triathlet aktiv. So stellte er 2006 beim Ironman Austria eine neue Weltbestzeit über die Schwimmdistanz auf: 3,8 Kilometer in 41:26 Minuten. Er war Mitglied des Abu Dhabi Triathlon Teams – bis zu dessen Auflösung im Januar 2013.
Seit 2014 ist Wandratsch auch im Eisschwimmen aktiv. Von 2014 bis 2021 hat er an sechs Eisschwimm-Weltmeisterschaften teilgenommen. Über 50 Meter Freistil Eisschwimmen hält Wandratsch seit 2020 mit 29,70 s die zweitbeste Zeit hinter dem Weltrekordhalter Paul Bieber (29,63 s, 2019). Wandratsch bietet sogenannte „Aquacamps“ an, in denen er Interessenten an das Eisschwimmen heranführt.
Wandratsch ist als Lehrer tätig und wohnt in Haiming in Oberbayern.

## Sportliche Erfolge

### Schwimmen
| Datum/Jahr    | Rang | Wettbewerb                        | Austragungsort | Zeit       | Bemerkung |
| ------------- | ---- | --------------------------------- | -------------- | ---------- | --- |
| 10. Jan. 2016 | 2    | Ice Swimming German Open          | Burghausen     | 12:54,19   | Eisschwimmen über 1000 m; der Weltrekord wurde im selben Lauf von Petar Stojtschew auf 12:28,10 min verbessert |
| 20. März 2015 | 1    | Eisschwimm-Weltmeisterschaft 2015 | Murmansk       | 13:00,52   | Weltmeister und Weltrekord über 1000 m Eisschwimmen bei der Erstaustragung der Eisschwimm-Weltmeisterschaft    |
| 2015          | 1    | Ice Swimming German Open          | Burghausen     | 14:06,84   | Eisschwimmen über 1000 m                                                                                       |
| Aug. 1997     | 2    | Schwimmeuropameisterschaften 1997 | Sevilla        | 05:08:36   | Freiwasserschwimmen 25 km                                                                                      |
| Aug. 1995     | 1    | Schwimmeuropameisterschaften 1995 | Wien           | 05:11:36,3 | Freiwasserschwimmen 25 km                                                                                      |
| Aug. 1995     | 2    | Schwimmeuropameisterschaften 1995 | Wien           | 56:06,8    | Freiwasserschwimmen 5 km                                                                                       |
| 15. Sep. 1991 | 1    | Schwimmeuropameisterschaften 1991 | Terracina      |            | Freiwasserschwimmen 25 km; Sieger neben der Schweizerin Eliane Fieschi bei den Frauen                          |
| Aug. 1990     | 1    | Zürichsee-Schwimmen               | Zürich         | 06:15:20   | Freiwasserschwimmen 26,4 km; von Rapperswil nach Zürich                                                        |